# Кипукамайок

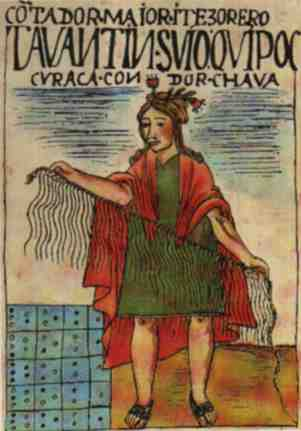
Кипукамайок из книги Гуамана Пома де Айяла «Первая Новая Хроника и Доброе Правление». Слева у ног кипукамайока — юпана, содержащая вычисления священного числа для песни «Сумак Ньюста» (в оригинале рукописи рисунок не цветной, а чёрно-белый; раскраска — современная).

Кипукамайок (кечуа khipu kamayuq, исп. quipucamayoc) — «чиновник, ведающий кипу» или «тот, кому поручено кипу», счетоводы инкской империи Тауантинсуйу, создавали и расшифровывали узлы в кипу. Европейскими колонизаторами их деятельность приравнивалась к нотариусам и счетоводам.

## Кипукамайоки в государстве Кольа
Известно о существовании в доинкском аймараговорящем царстве Кольа (конец XIV — начало XV века) при правителе (сапана) Хавильи активного использования кипу, которое для потребностей языка аймара приспособил некий Кипуилья.

## Характеристика кипукамайоков
Кипукамайоки были «мужчинами, пятидесяти—шестидесяти лет», и были членами инкского общества, ведавшими кипу. Историки-инки использовали кипу, сообщая испанцам об истории Тауантинсуйу (делали ли они запись важных чисел или на самом деле содержали в себе саму историю — неизвестно). Членов правящего класса обычно обучали чтению по кипу, что составляло часть их образования, в неком подобии университета, ячай-васи (yacha-huasi) (буквально, «дом обучения»), начиная с третьего года обучения; обучались именно те, кто в конечном счёте должен был занять своё место в бюрократическом аппарате Империи Инков.

### Кипукамайоки как посредники в передаче информации
Историк Педро де Сьеса де Леон во второй части книги «Хроника Перу» сообщал, что:

обсудив эти дела между собой, а также другие, нам не совсем понятные, они определяли, был ли покойный король настолько счастливым, чтобы о нём осталась достойная всяких похвал слава, для чего, дабы своей храбростью и добрым правлением он заслужил вечную память у них, приказывали они созвать именитых кипукамайо[ков] [quiposcamayos], вот тогда заготавливался отчет, и умели они поведать о вещах, случившихся в королевстве, для того, чтобы сами они сообщали его другим, кто среди них избран как наилучший оратор и кто наиболее красноречив; а уж эти умеют отчитаться, соблюдая порядок, о каждом событии прошлого, как у нас рассказываются романсы и рождественские песнопения [villancicos]; и они ни чем другим не занимались, кроме как обучением и умением их [песни] составлять на своём языке, для того, чтобы они были всеми услышаны и во время празднования свадеб и других развлечений, [которые] у них специально для того устраиваются, ведь известно, о чём следует говорить о прошлых временах на подобных празднествах об умерших правителях; а если речь идёт о войне, соответственно, самым изысканным образом они рассказывали о множестве сражений, в том или ином месте королевства случившихся; и, следовательно, для каждого дела у них существовали должным образом упорядоченными их песни или романсы, которые, в нужное время исполнялись, дабы они воодушевляли людей, слушая их, и разумели случившееся в иные времена, оставаясь в полном невежестве.— Педро де Сьеса де Леон. "Хроника Перу", Часть вторая, Глава XI

## Количество должностей кипукамайоков, сроки отчётности
Сьеса де Леон приводил сведения о количестве должностей кипукамайоков в отдельно взятой территориальной единице: «и в каждой долине этот учёт имеется и сегодня, и всегда в постоялых дворах столько счетоводов, сколько в ней [долине] управителей, и каждые четыре месяца они предоставляют свои отчёты вышеупомянутым способом».

### Главный кипукамайок селения/провинции
Испанский чиновник Гарси Диес де Сан-Мигель в своём «Докладе» (1567) наиболее подробно исследовал систему податей и миты в провинции Чукуито (возле озера Титикака) и привёл сведение о наличии должности главного кипукамайока: «Это самое кипу, как сказал вышеназванный дон Мартин Куси (и Лопе Мартин Нинара [Lope Martín Ninara], главный кипукамайо[к] [quipocamayo]), и есть из упомянутого общины Луринсайя обо всей провинции, а он [кипукамайок] является особой, ведущей учёт и вычисления [tiene cuenta y razón], в качестве соответствующего счетовода общины, они заявили, и их заявление было сопоставлено в каждой записи [partida por partida] с заявлением, сделанным доном Мартином Кари, главным касиком общины Анансайя [Anansaya], при помощи его вышеназванного кипу».

## Государственное обеспечение
В «Сообщении кипукамайоков» (1542) упоминается о том, что государство (Инка) брало на себя полное обеспечение такой должности как кипукамайок: «этим [кипукамайокам] выделялась весьма полноценная доля из всего рода провизии на каждый месяц года, и им предоставлялись жены и слуги, и у них не должно было быть другого занятия, кроме как тщательно вести учёт с помощью своих кипу, и хорошенько их составляя соответственно правдивому сообщению».

## Сферы учёта

### Календарный учёт
Система также использовалась, чтобы вести календарь. Согласно Гуамана Пома, кипукамайоки могли «прочитать» кипу закрытыми глазами. Существовало и другое название для кипукамайока — «кильякипок». Понятием «килья» инки обозначали «месячный год» своего календаря, а также называли свою богиню Луны.

### Перепись населения, мита, подати
Кипукамайоки были способны к выполнению как простых арифметических действий, таких как сложение, вычитание, умножение и деление. Сюда входило: отслеживание миты — разновидности обложения податью. Кипукамайоки также отслеживали тип выполняемой работы, составляли отчёт о её экономическом результате, и заведовали переписью, подсчитывая всех жителей от младенцев до самых «старых слепых мужчин старше 80 лет».
Гарси Диес де Сан Мигель наиболее точно сообщил о том, лица каких возрастов были плательщиками подати:

Того касика и кипукамайо[ка] спросили о том, каких возрастов, и какие индейцы платили подать во времени Инги. Они сказали, что мужчины от тридцати до шестидесяти лет платили подать, а старики от названного возраста и выше ничего не платили, и что молодые люди от тридцати лет и ниже, а также мальчики [занимались тем, что] обслуживали переноску раковин моллюсков [caracoles], и перьев, и птиц, и собирали грибы, и носили дрова и солому, и другие вещи, как он им приказывал, и что все индейцы, содержавшиеся в заявлении вышеупомянутого дона Мартина Кари, те же самые, что и в его кипу, были индейцами-плательщиками подати от названных тридцати до шестидесяти лет […]— Гарси Диес де Сан-Мигель. «Доклад» (1567)

### Вилькакамайоки. Учёт жертвоприношений
Кристобаль де Молина приводит сведения о том, что кипукамайоки занимались учётом жертвоприношений различным бокам и вакам: «Вот так всем главным вакам во всех провинциях приносились эти жертвы; а затем и святым местам меньшего значения. Каждому месту приносилась в жертву доля, отведённая для него в Куско; для этого в Куско были Кипукамайу, или счетоводы, которые вели учёт каждой доли от жертвоприношения, и каковые должны были быть отправлены в каждую провинцию».
Должность таких кипукамайоков называлась вилькакамайок: «Для этой службы у Инки были индейцы в Куско, являвшиеся жителями четырёх Суйу или провинций. Каждый ведал обо всех ваках, какими бы они не были маленькими, поскольку в провинции над каждой был [поставлен] Кипукамайок или Счетовод. Они назывались Вилькакамайок. Каждый [такой] индеец заботился о близлежащих пятистах лигах края, и у него имелся учёт всех вещей, которые были принесены в жертву каждой ваке, находящейся в пределах его области. Те, кому предстояло выступать из Куско, получали предназначенные им жертвоприношения от Вилька-камайоков, с указаниями о том, кому они должны доставить их. В главных местах каждой провинции также были индейцы с теми же обязанностями, кои вели учёт жертвоприношений; тем не менее, поскольку жертвоприношения возрастали или увеличивались, сообразно воле Инки, указания отсылались из Куско о том, что следовало сделать в каждом месте»

### Учёт в логистике и распределении продукции
Хуан Поло де Ондегардо (1572) сообщал о том, что учёт вёлся и по текущим необходимым товарам для инкского двора. Учитывались место отправки, доставляемая продукция, срок доставки, и, возможно, расстояние: «Этим путём письма приносились из Куско в Лиму за три дня, на расстояние 130 лиг, и всё по очень неудобной дороге. Инки также использовали этих часки для доставки свежей рыбы с моря; и они проделывали за два дня расстояние в сотню лиг. У них были записи в их кипу, о рыбе, приносимой иногда из Тумбеса, с расстояния более чем 300 лиг».

### Книги
- Купрієнко С.А. Суспільно-господарський устрій імперії інків Тавантінсуйу : автореф. дис. на здобуття наук. ступеня канд. істор. наук : 07.00.02. (укр.) / Купрієнко Сергій Анатолійович ; КНУ імені Тараса Шевченка. — Киев: ЛОГОС, 2013. — 20 с.
- Куприенко С.А. Источники XVI-XVII веков по истории инков: хроники, документы, письма / Под ред. С.А. Куприенко.. — Киев: Видавець Купрієнко С.А., 2013. — 418 с. — ISBN 978-617-7085-03-3.
- Пачакути Йамки Салькамайва, Куприенко С.А. Доклад о древностях этого королевства Перу / пер. С. А. Куприенко.. — Киев: Видавець Купрієнко С.А., 2013. — 151 с. — ISBN 978-617-7085-09-5.
- Талах В.Н., Куприенко С.А. Америка первоначальная. Источники по истории майя, науа (астеков) и инков / Ред. В. Н. Талах, С. А. Куприенко.. — Киев: Видавець Купрієнко С.А., 2013. — 370 с. — ISBN 978-617-7085-00-2.

### Статьи
- Купрієнко C. А. Історіографія суспільно-господарського устрою інків. (укр.) // Вісник Київського національного університету імені Тараса Шевченка. Історія : журнал. — Киев, 2011. — Вип. 107. — С. 22-24. — ISSN 1728-2640.
- Купрієнко C. А. Система державного управління господарством в імперії інків. (укр.) // Дні науки історичного факультету-2011: Матеріали {IV} Міжнародної наукової конференції молодих учених, присвяченої 20-річчю Незалежності України. Вип. {IV:} у 6-х част. : журнал. — Киев, 2011. — Вип. IV. — С. 33–34.
- Купрієнко С. А. Функціонування системи постоялих дворів, складів і сховищ в Імперії інків. (укр.) // Вісник Академії праці і соціальних відносин Федерації профспілок України: Науковий збірник : журнал. — Киев, 2011. — Вип. 3(59). — С. 110-115.
- Купрієнко C. А. Імперія інків. Кіпу з Чупачу: організація праці, календар і чисельність населення. (укр.) // Дні науки історичного факультету-2012: Матеріали V Міжнародної наукової конференції молодих учених. – Вип. V: у 7-х част. : журнал. — Киев, 2012. — Вип. V. — С. 19–21.
- Куприенко C. А. Историография общественно-хозяйственного устройства империи инков // Проблемы истории, филологии, культуры : журнал. — Москва-Магнитогорск-Новосибирск, 2013. — Вып. 1 (39). — С. 57-64. — ISSN 1991-9484. Архивировано 28 мая 2016 года.
- Талах В. Н., Куприенко C. А. Календарь доколумбовых индейцев Анд по сведениям Фернандо де Монтесиноса и Бласа Валеры // Проблемы истории, филологии, культуры : журнал. — Москва-Магнитогорск-Новосибирск, 2013. — Вып. 1 (39). — С. 65-75. — ISSN 1991-9484. Архивировано 28 мая 2016 года.
- Куприенко C. А., Ракуц Н. В. Система государственного накопления и распределения продукции в империи инков // Ойкумена. Регионоведческие исследования : журнал. — 2013. — Вып. 2. — С. 87-94. — ISSN 1998-6785.